# William Robert Ogilvie-Grant

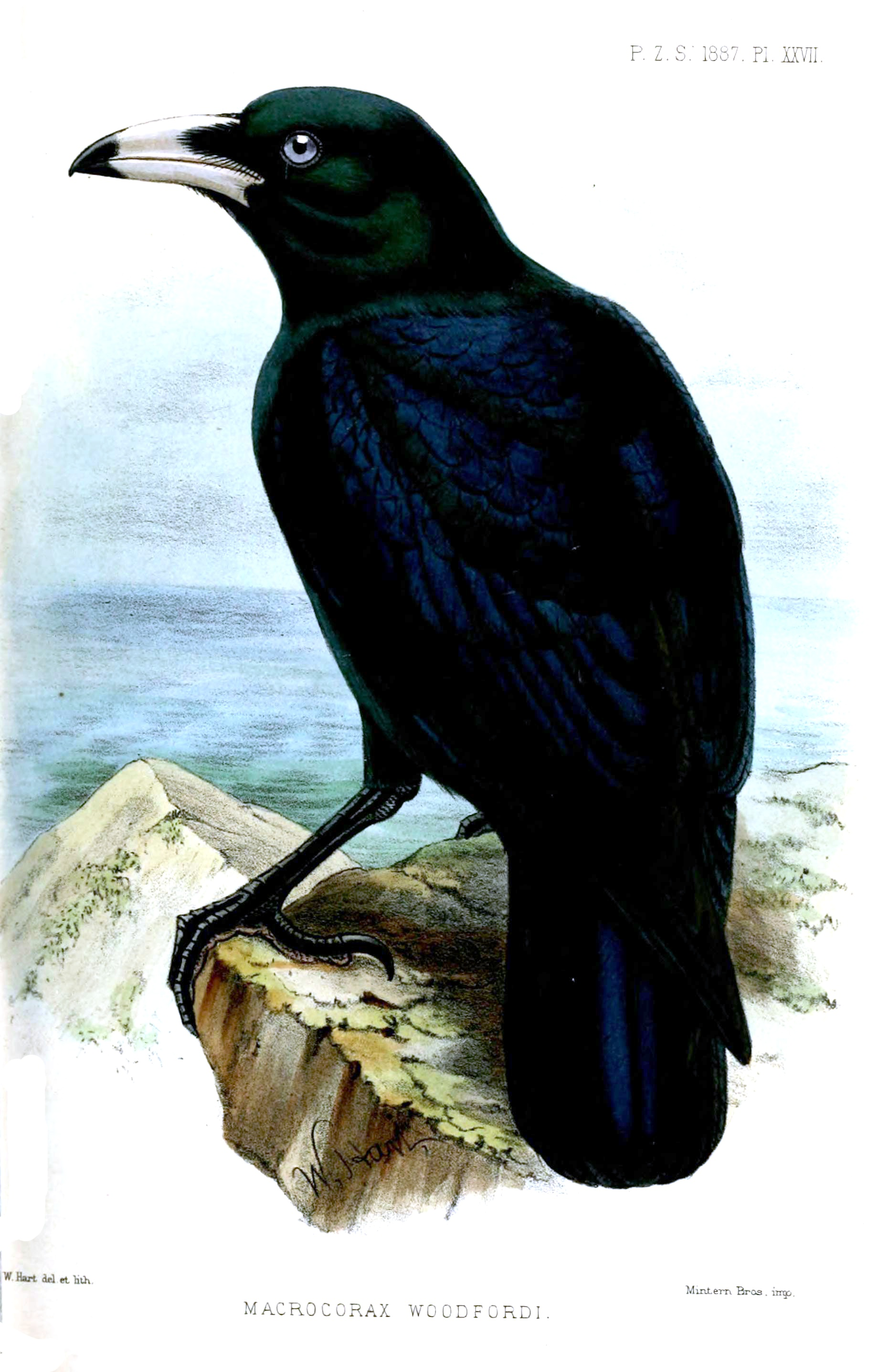
Vitnäbbad kråka, en av många arter som beskrevs av Ogilvie-Grant. Planschen (konstnär: William Matthew Hart) är från hans artikel A list of birds collected by Mr. Charles Morris Woodford in the Solomon Archipelago (i Proc. Zool. Soc.) 1887, i vilken den vitnäbbade kråkan beskrivs som ny art på sidan 332.

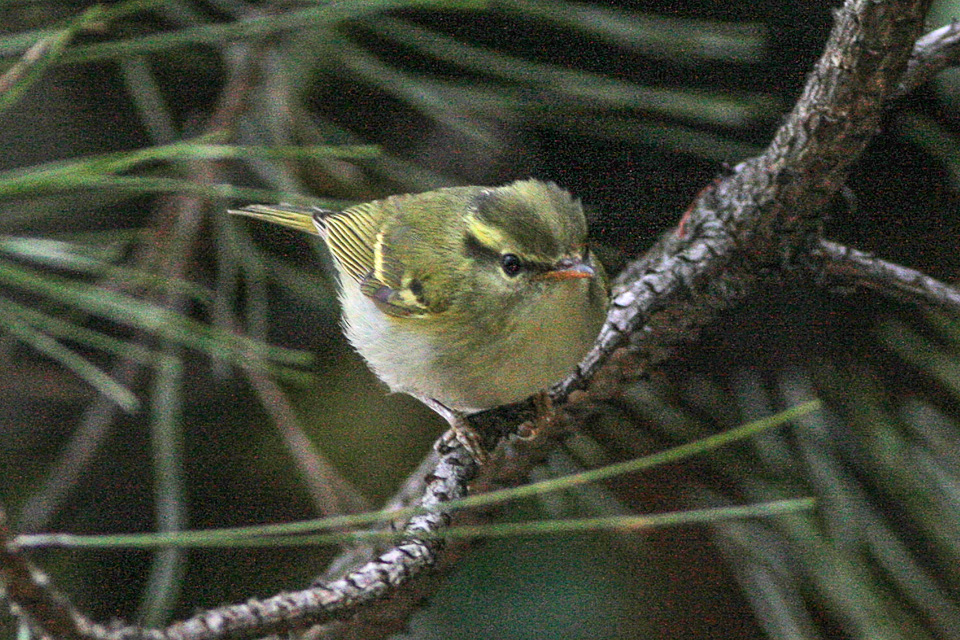
Hmongsångare, Phylloscopus ogilviegranti, är en art som fått sitt artepitet efter Ogilvie-Grant.

William Robert Ogilvie-Grant, född den 25 mars 1863 i Easter Elchies, Morayshire, Skottland, död den 26 juli 1924 i Faley Cottage, vid Reading, England, var en skotsk biolog (mest känd som ornitolog).

## Biografi
William Robert Ogilvie-Grant var son till George Henry Essex Ogilvy-Grant och Eleanora Gordon-Cumming, och därmed sonson till Francis Ogilvy-Grant, 6:e earl av Seafield. och dotterson till William Gordon Gordon-Cumming, 2:e baronet. Han studerade vid Fettes College, Edinburgh och blev 1882 anställd som assistent vid avdelningen för zoologi på British Museum; först på fiskavdelningen under Albert Günther, men från 1885 i fågelrummet under Richard Bowdler Sharpe. Efter Bowdler Sharpes död 1909 blev han ansvarig för fågelrummet, en post han innehade till 1918 (eller 1916) då han förlamades efter att ha drabbats av värmeslag 1916, när han tjänstgjorde som volontär med uppförande av befästningar under Första världskriget.
Han gifte sig 1890 med Maud Louisa Pechell, amiral Mark Robert Pechells äldsta dotter. Paret fick en son och tre döttrar.

## Resor
Ogilvie-Grant företog och tog initiativet till flera expeditioner för att utöka museets samlingar. Han for till Madeira, Deserta Grande och Porto Santo 1890, till Selvagensöarna 1895, till Socotra 1898-1899 (med Henry Ogg Forbes) och till Azorerna 1903. De större expeditioner han tog initiativ till gick till Ruwenzori 1905-1906 (ledare R.B. Woosnam) samt till den nederländska delen av Nya Guinea dels 1909-1911 (ledare Walter Goodfellow) och dels 1912-1913 (ledare A.F.R. Wollaston).

## Auktor
Ogilvie-Grant står som auktor för 78 arter på IOC World Bird List. Han är även auktor för flera andra taxa utöver fåglar. Auktorsbeteckningen Ogilvie-Grant används inom zoologin.